# Cementiri Municipal (la Cellera de Ter)
El Cementiri Municipal és una obra de la Cellera de Ter (Selva) inclosa a l'Inventari del Patrimoni Arquitectònic de Catalunya.

## Descripció
Ens trobem davant d'un cementiri de planta rectangular, que contempla una estructuració típica i en sintonia amb la resta de cementiris populars de la comarca, que consisteix en la distribució o organització dels nínxols en fileres. Tanmateix aquesta solució arquetípica es troba complementada amb l'adossament d'altres nínxols en tot el perímetre, aprofitant per tant l'espai físic que aquest genera.
Orientat al nord, trobem un imponent mausoleu de planta quadrada, cobert amb una teulada a dues aigües de vessants a laterals. Es tracta d'un mausoleu de tipologia neogòtica, com així ho acrediten diversos elements compositius: des de l'arc de mig punt apuntat, passant pels pinacles fins a arribar al coronament triangular farcit d'elements florals.
El mausoleu és propietat de la família Noguer Taberner i a l'interior es pot llegir una inscripció interessant que diu: “AÑO 1903 / PROPIEDAD / DE / DÑA MARGARITA TABERNER. / A LA MEMORIA DE SU /
DIFUNTO ESPOSO / DON ISIDRO NOGUER / Q. E. P. D.".
A part de la inscripció, a l'interior també cal remarcar la presència d'una sèrie de pintures murals. Així a l'esquerra trobem el símbol del “tempus fugit” sota tres sepulcres i a la dreta el terme “recuerda” també sota tres sepulcres. Unes pintures que fan al·lusió al caràcter efímer del temps i de la vida.
A part del mausoleu, orientada a l'oest trobem la solemne capella del cementiri. Es tracta d'una capella d'estil neoromànic, de nau rectangular i absis semicircular, coberta amb una teulada a dues aigües de vessants a laterals coronada per un campanar d'espadanya. En la façana principal cal destacar l'ull de bou en forma de creu grega i la portada amb degradació d'arquivoltes d'arcs de mig punt. Una faixa d'imitació d'arquets llombards decora l'exterior de les parets de la nau i de l'absis.
A nivell interior de la capella, els murs tendeixen a la imitació i reproducció del fals aparell encoixinat a base de carreus de pedra regulars. A més a més cal destacar la presència d'un fris que recorre tot el perímetre de la nau, però que no té projecció en la façana, la qual per contra sí que està ornada amb la presència d'un vitrall cruciforme, de creu grega.
Pel que fa a l'estat de conservació de la capella, aquest és evidentment dolent com així ho acrediten les pèssimes condicions físiques en què es troba tant la façana com l'interior. Quant als materials prima especialment el rajol, arrebossat i pintat.

## Història
En origen l'absis semicircular de la capella servia paral·lelament com a tancament del cementiri. Ara bé, aquesta situació ha canviat radicalment arran de les pertinents obres d'ampliació del cementiri. Unes obres que es van iniciar fa dos anys i que s'han prolongat fins a l'actualitat.
La nissaga Noguer i Taberner, recordem-ho titular i propietària del mausoleu, va tenir com a principal exponent a Calixt Noguer i Taberner. Fill de Isidre Noguer i Margarita Taberner - els noms de les dues persones que apareixen citades en la inscripció del mausoleu- va néixer a la Cellera el 14 d'agost del 1864.
Entre els seus mèrits professionals, cal destacar el d'haver estat premiat en el Concurs Farmacèutic Provincial de Girona, del 15 de desembre del 1907. També va ser soci de l'Acadèmia Mèdico-Farmacèutica de Barcelona, sots-president de les seccions de ciències i farmàcia del Centre Escola de Barcelona, soci actiu del Col·legi de Farmacèutics, de la Reial Acadèmia d'Higiene de Catalunya, i de la Societat Espanyola d'Higiene de Madrid i membre del Col·legi Oficial de Farmacèutics de Girona. Dins del poble va ocupar diferents càrrecs de responsabilitat, a l'Ajuntament, al Jutjat, a la Cambra Agrícola i a la Junta Local de Sanitat.
Va escriure nombrosos treballs científics, publicats i llegits a l'Acadèmia Mèdico-Farmacèutica de Barcelona. Pel que fa a temes locals, cal destacar la memòria històrico-científica de les aigües minero-medicinals corresponents a la primera regió hidrològica, a les vores del riu Ter i de la riera d'Osor, dins el terme de la Cellera, que va servir de base per a declarar-les d'utilitat pública.
Entre els sis fills que va tenir, cal destacar a Santiago Noguer, que va ser cap del Servei Dermatològic de l'Hospital de Sant Pau i de la Creu Roja. A part de ser membre de diverses acadèmies dermatològiques de tot el món va presidir diferents congressos d'aquesta especialitat.
Un fet cabdal dins l'urbanisme local va ser la construcció, l'any 1890, del nou cementiri al camp d'en Gurri, que havia estat llargament reivindicat, abandonant per tant el cementiri primigeni ubicat en la plaça de l'Església.